# ليونيد ماندلشتام
ليونيد ماندلشتام اسمه الكامل هو ليونيد اسحاقوفيتش ماندلشتام, (بالبيلاروسية:Леанід Ісаакавіч Мандэльштам)و (بالروسية: Леони́д Исаа́кович Мандельшта́м) , عالم فيزياء روسي من أصل يهودي بيلاروسي، ولد في 4 مايو 1879 و توفي في 27 نوفمبر 1944 .

## الإنجازات العلمية
ركز عمله بشكل واسع النطاق في مجال نظرية التذبذبات والتي شملت البصريات وميكانيك الكم وشارك في اكتشاف التشتت الاندماجي غير المرن للضوء والذي يستخدم الآن في أطياف رامان. كان هذا الاكتشاف النوعي (جنبا إلى جنب مع لاندسبرغ) في جامعة موسكو الحكومية بأسبوع قبل اكتشاف مماثل لنفس الظاهرة للعالمين تشاندراسيخارا رامان و كريشنان. في الكتب الروسية يسمى التشتت الاندماجي للضوء بينما يسمى رامان بالإنكليزية نسبة إلى نفس العالم.

## المدارس العلمية
أنشأ ماندلشتام إحدى أكبر مدرستين للفيزياء النظرية في الاتحاد السوفيتي. كان المستشار لإيجور تام الحاصل على جائزة نوبل في الفيزياء

## روابط خارجية
- ليونيد ماندلشتام على موقع الموسوعة البريطانية (الإنجليزية)